# Quidproquo confusum
Quidproquo confusum là một loài thực vật có hoa trong họ Cải. Loài này được Greuter & Burdet miêu tả khoa học đầu tiên năm 1983.